# Meinungsfreiheit

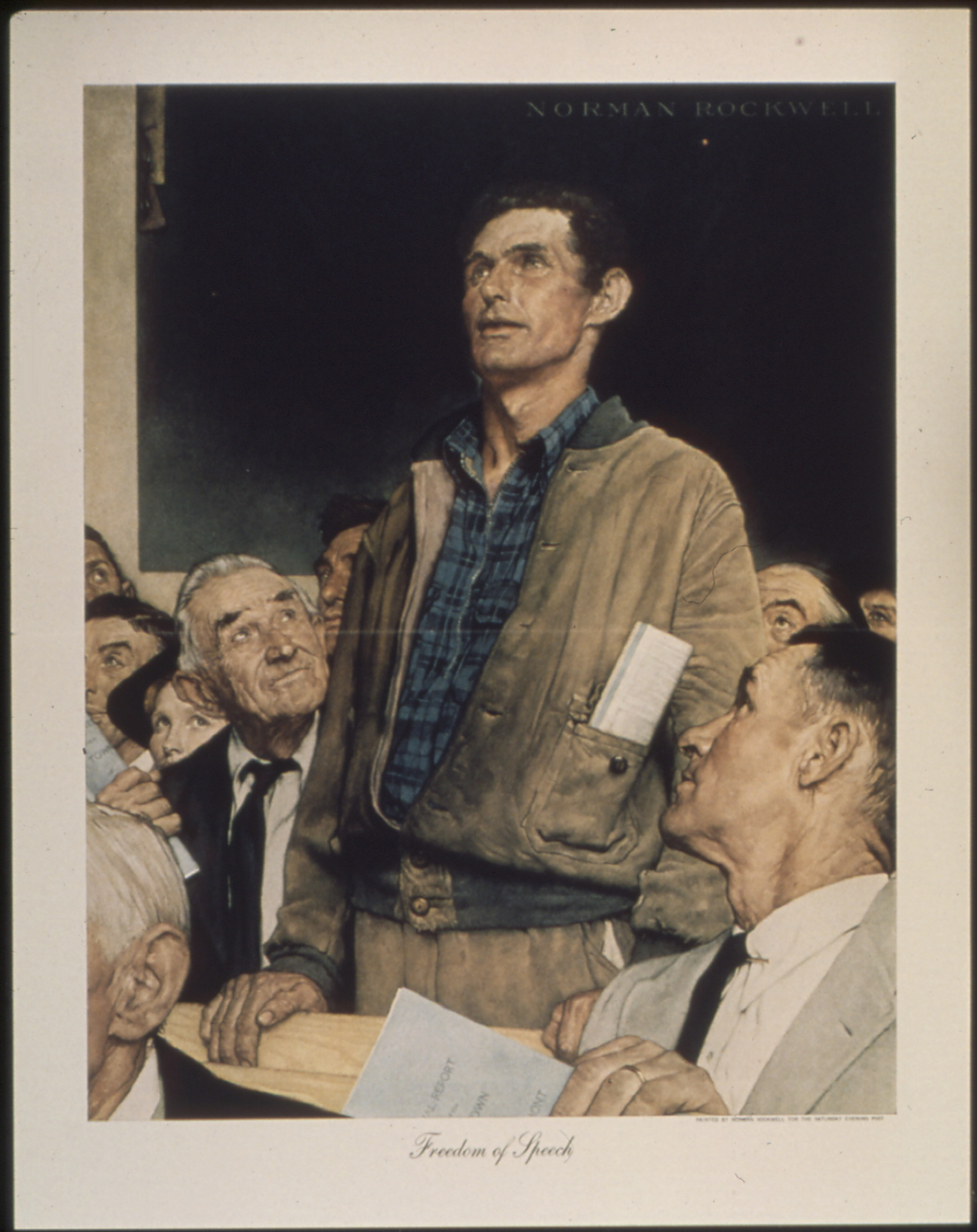
Redefreiheit von Norman Rockwell (1943), Norman Rockwell Museum; Stockbridge (Massachusetts).

Meinungsfreiheit, genauer Meinungsäußerungsfreiheit, ist das gewährleistete subjektive Recht auf freie Rede sowie freie Äußerung und (öffentliche) Verbreitung einer Meinung in Wort, Schrift und Bild sowie allen weiteren verfügbaren Übertragungsmitteln. In manchen Judikaturen ist dieses Recht vom gesetzlichen Rahmen eingeschränkt.
Von der Meinungsäußerungsfreiheit zu unterscheiden ist die z. B. in den USA geltende Redefreiheit.

## Die Meinungsfreiheit als Grundlage der Demokratie
Die Meinungsfreiheit ist ein Menschenrecht und wird in Verfassungen als ein gegen die Staatsgewalt gerichtetes Grundrecht garantiert, um zu verhindern, dass die öffentliche Meinungsbildung und die damit verbundene Auseinandersetzung mit Regierung und Gesetzgebung beeinträchtigt oder gar verboten wird. In engem Zusammenhang mit der Meinungsfreiheit sichert die Informationsfreiheit den Zugang zu wichtigen Informationen, ohne die eine kritische Meinungsbildung gar nicht möglich wäre. Das Verbot der Zensur verhindert die Meinungs- und Informationskontrolle durch staatliche Stellen. Im Unterschied zu einer Diktatur sind der Staatsgewalt in einer Demokratie die Mittel der vorbeugenden Informationskontrolle durch Zensur ausdrücklich verboten.

## Geschichte

### Französische Revolution
Die Meinungsfreiheit wurde bereits 1789 in Artikel 11 der Erklärung der Menschen- und Bürgerrechte in Frankreich als « un des droits les plus précieux de l’Homme » (deutsch: „eines der kostbarsten Rechte des Menschen“) bezeichnet. Heute gilt sie als einer der wichtigsten Maßstäbe für den Zustand eines demokratischen Rechtsstaates. Eines der häufigsten Zitate zur Meinungsfreiheit wird dabei irrtümlich Voltaire zugeschrieben, entstammt aber tatsächlich der Biographie von Evelyn Beatrice Hall über ihn, um damit seine Überzeugung zu beschreiben:

“I disapprove of what you say, but I will defend to the death your right to say it.”

„Ich lehne ab, was Sie sagen, aber ich werde bis auf den Tod Ihr Recht verteidigen, es zu sagen.“

### Weimarer Republik
Im Artikel 118 der Weimarer Verfassung war die Meinungsfreiheit so geregelt:

„Jeder Deutsche hat das Recht, innerhalb der Schranken der allgemeinen Gesetze seine Meinung durch Wort, Schrift, Druck, Bild oder in sonstiger Weise frei zu äußern. An diesem Rechte darf ihn kein Arbeits- oder Anstellungsverhältnis hindern, und niemand darf ihn benachteiligen, wenn er von diesem Rechte Gebrauch macht.“

Der Passus „Schranken der allgemeinen Gesetze“ erfuhr eine nach Kurt Koszyk „verhängnisvolle“ Uminterpretation. Entgegen den Schöpfern der Verfassung erhielt das Wort ‚allgemein‘ eine normative Bedeutungsverschiebung zu ‚allgemeingültig‘ im Sinne der übergeordneten Idee der Gemeinschaft. Die Notverordnungen nach Artikel 48 durchbrachen zunehmend die Meinungsfreiheit und führten dazu, dass die Pressefreiheit zunehmend vom Willen des Reichspräsidenten und der Regierung abhing.

### Nationalsozialismus
Im Nationalsozialismus wurde die Meinungsfreiheit unter anderem durch die Reichstagsbrandverordnung vom 28. Februar 1933 und das Heimtückegesetz vom 20. Dezember 1934 eingeschränkt.

### DDR
Artikel 27 der Verfassung der DDR verbürgte die Meinungsfreiheit, jedoch nicht als allgemeines Recht. Jeder Bürger der Deutschen Demokratischen Republik hatte das Recht, den Grundsätzen der Verfassung gemäß seine Meinung frei und öffentlich zu äußern. Diese Einschränkung erlaubte den Behörden, Meinungsfreiheit nur auf dem Papier zu erlauben. Denn schon ein politischer Witz konnte als staatsfeindliche Hetze nach den §§ 104–106 des Strafgesetzbuchs der DDR verfolgt werden. So galt allgemein Zensur in der DDR, und die Staatssicherheit führte Akten, in denen missliebige Meinungsäußerungen dokumentiert wurden, um aufgrund dessen gegen die Betroffenen vorzugehen. Auf Missstände konnten Bürger per Eingabe aufmerksam machen, das Gesetz über die Bearbeitung der Eingaben der Bürger erfüllte eine Ventilfunktion, da es Beschwerden über Verwaltungsakte und generelles Behördenhandeln zuließ, auf die binnen vier Wochen geantwortet werden musste. Jährlich gingen ca. eine Million Beschwerden ein, bei zu entschiedener Kritik wurden Beschwerden jedoch an die Staatssicherheit weitergeleitet.

## Verschiedene Länder

### Rechtslage und Situation in Deutschland
In Deutschland wird die Meinungsfreiheit durch Art. 5 Abs. 1 Satz 1, 1. Hs. Grundgesetz (GG) und Art. 10 EMRK gewährleistet.
Art. 5 Abs. 1 GG (verkürzt):

„(1) Jeder hat das Recht, seine Meinung in Wort, Schrift und Bild frei zu äußern und zu verbreiten […] Eine Zensur findet nicht statt.“

#### Bedeutung des Grundrechts auf Meinungsfreiheit, Schutzbereich
Die Bedeutung dieses Grundrechtes wurde vom Bundesverfassungsgericht in seiner Rechtsprechung konkretisiert und unterstrichen. So heißt es in dem Lüth-Urteil von 1958: Das Grundrecht auf Meinungsfreiheit ist als unmittelbarster Ausdruck der menschlichen Persönlichkeit in der Gesellschaft eines der vornehmsten Menschenrechte überhaupt. Für eine freiheitlich-demokratische Staatsordnung ist es schlechthin konstituierend.
Dass es bei dem Begriff der „Meinung“ für den Schutz nicht darauf ankommen kann, ob es sich um ein richtiges oder falsches, emotionales oder rational begründetes Werturteil handelt, hat das Bundesverfassungsgericht 1972 in einem Urteil über die Meinungsfreiheit Strafgefangener präzisiert „In einem pluralistisch strukturierten und auf der Konzeption einer freiheitlichen Demokratie beruhenden Staatsgefüge ist jede Meinung, auch die von etwa herrschenden Vorstellungen abweichende, schutzwürdig.“ und 2011 wiederholt. „Vom Schutzbereich der Meinungsfreiheit umfasst sind zum einen Meinungen, das heißt durch das Element der Stellungnahme und des Dafürhaltens geprägte Äußerungen. Sie fallen stets in den Schutzbereich von Art. 5 Abs. 1 Satz 1 GG, ohne dass es dabei darauf ankäme, ob sie sich als wahr oder unwahr erweisen, ob sie begründet oder grundlos, emotional oder rational sind, oder ob sie als wertvoll oder wertlos, gefährlich oder harmlos eingeschätzt werden. Sie verlieren diesen Schutz auch dann nicht, wenn sie scharf und überzogen geäußert werden.“ Allgemein definiert man den Rechtsbegriff der Meinung als Moment der Stellungnahme, des Dafürhaltens und des Meinens im Rahmen einer geistigen Auseinandersetzung. Art. 5 GG erfasst jede denkbare Form der Kundgabe einer Meinung, also nicht nur das Aussprechen, sondern auch eine auf einem Plakat, Transparent oder Ansteck-Button festgehaltene Meinung. Daneben werden auch solche Tätigkeiten geschützt, welche die Meinungsäußerung begleiten und insbesondere auf die Verstärkung ihrer Wirkung abzielen.
Zwar spricht das deutsche Grundgesetz nur von der Meinungsäußerungsfreiheit, das bedeutet jedoch nicht, dass Tatsachenbehauptungen vom Grundrechtsschutz ausgeschlossen sind. Sie sind dann geschützt, wenn sie Voraussetzung für eine bestimmte Meinung sind. Meinungsäußerungen und Tatsachenbehauptungen lassen sich in der Praxis kaum voneinander unterscheiden. Da unwahre Tatsachenbehauptungen grundsätzlich nicht vom Schutz der Meinungsfreiheit umfasst sind, ist in diesem Fall eine Abgrenzung notwendig. Bei dieser Abgrenzung treten in der Praxis große Probleme auf. Dabei ist die Unterscheidung im Grundsatz einfach: Tatsachenbehauptungen liegen dann vor, wenn sie „durch die objektive Beziehung zwischen der Äußerung und der Wirklichkeit geprägt werden und der Überprüfung mit Mitteln des Beweises zugänglich sind“ (z. B.: „Die Partei A ist die mitgliederstärkste Partei Deutschlands“ ist entweder richtig oder falsch. Ein Gericht kann über diese Fragen Beweis erheben). Eine Meinung hingegen entzieht sich dem Beweis und ist stattdessen durch Werten und Dafürhalten geprägt (z. B. ist die Aussage „Das Steuerkonzept der Partei B zur Bundestagswahl 2005 ist ungerecht“ weder falsch noch richtig, sondern stellt vielmehr eine Wertung dar).
Unwahre Tatsachenbehauptungen müssen in der Regel nicht hingenommen werden, wahre Tatsachenbehauptungen schon. Wer eine das Persönlichkeitsrecht eines anderen beeinträchtigende Tatsachenbehauptung aufstellt, hat diese nach den §§ 186 StGB, 823 Abs. 2 BGB entsprechend zu beweisen. Ist eine Tatsachenbehauptung weder erweislich wahr noch erweislich falsch, so hat eine Abwägung zu erfolgen. Es bedarf eines Ausgleichs zwischen der Meinungsfreiheit und dem Persönlichkeitsschutz. „Hiernach kann unter bestimmten Umständen auch eine möglicherweise unwahre Behauptung denjenigen, die sie aufstellen oder verbreiten, so lange nicht untersagt werden, wie sie im Vorfeld hinreichend sorgfältige Recherchen über den Wahrheitsgehalt angestellt haben“. Zu berücksichtigen ist auch die Schwere des Eingriffs in das Persönlichkeitsrecht und der Umgang mit Sorgfalts- und Aufklärungspflichten und -möglichkeiten (verstärkt im Fall der Presse). „Wird offenbar, dass die Wahrheit einer persönlichkeitsverletzenden Behauptung sich nicht erweisen lässt, ist es zuzumuten, auch nach Abschluss umfassender Recherchen kenntlich zu machen, wenn verbreitete Behauptungen durch das Ergebnis eigener Nachforschungen nicht gedeckt sind oder kontrovers beurteilt werden.“
Die Meinungsfreiheit schützt auch Satire, Comedy, Karikaturen sowie die Werbung. Für derartige Meinungsäußerungen besteht gemäß Art. 5 GG ebenfalls keine Vorzensur.

#### Negative Meinungsfreiheit
Art. 5 Abs. 1 Satz 1, 1. Hs. garantiert auch die sog. negative Meinungsfreiheit, d. h. die Freiheit, seine Meinung nicht zu äußern und nicht zu verbreiten. Niemand darf gezwungen werden, eine – eigene oder fremde – Meinung zu äußern. So wie zur positiven Meinungsfreiheit gehört, dass die Meinung ihren Adressaten erreicht, gehört zur negativen Meinungsfreiheit, dass die Meinung dem, dem der Äußernde sie nicht zukommen lassen will, auch nicht zukommt.
Eng verwandt damit (im Sinne einer negativen und positiven Freiheit), aber nicht mit der Meinungsfreiheit zu verwechseln, sind die negative Informationsfreiheit und die negative Rezipientenfreiheit laut Art. 5 Abs. 1 Satz 1, 2. Hs. Diese schützen vor unentrinnbar aufgedrängter Information wie z. B. politischer Propaganda.

#### Grenzen (Schranken) der Meinungsfreiheit: Art.5 Abs.2 GG

##### Juristisch
Beschränkungen der Meinungsfreiheit dürfen in den meisten Demokratien keine abweichende Meinung unterbinden, sondern nur zum Staatsschutz oder zum Schutz anderer wichtiger Interessen wie dem Jugendschutz eingesetzt werden. Repression, also Sanktionen nach erfolgter Meinungsäußerung, ist meist nur zum Schutz höher- und gleichrangiger anderer Güter erlaubt, aber nur auf der Basis eines ausreichend die Einschränkung detaillierenden rechtmäßig verabschiedeten Gesetzes.
Allgemein verbreitete Einschränkungen der Meinungsäußerungsfreiheit (nicht abschließend) ergeben sich in Deutschland aus der Schranke des Art. 5 Absatz 2 des Grundgesetzes. Zu den Beschränkungen gehören unter anderem:
- der Schutz der persönlichen Ehre vor Beleidigung oder Verleumdung
- die Weitergabe als geheim klassifizierter Informationen
- die Grenzen der Sittlichkeit und des Jugendschutzes[19]
- die Grenze der öffentlichen Sicherheit
- der unlautere Wettbewerb durch Diskreditierung der Ware oder Dienstleistung eines Konkurrenten
- die nichtautorisierte Weitergabe urheberrechtlich geschützter Informationen (z. B. Artikel 5, Absatz 2, S. 1 GG: Schranke der „allgemeinen Gesetze“; das Urheberrechtsgesetz ist ein solches Gesetz, da es nicht meinungsspezifisch wirkt)

Darüber hinaus kann es je nach Verfassungstradition erhebliche Unterschiede in der Zurückhaltung des Staates vor Repression geben: Im Gegensatz zu den insoweit recht zurückhaltenden USA gehen die meisten europäischen Länder deutlich weiter. So steht die Rassendiskriminierung im Gegensatz zu den USA in Europa meist auch unter Privatleuten unter Strafe (siehe Volksverhetzung).
Art. 5 Abs. 2 GG regelt die Grenzen (Schranken) der Meinungsfreiheit:

„Diese Rechte finden ihre Schranken in den Vorschriften der allgemeinen Gesetze, den gesetzlichen Bestimmungen zum Schutze der Jugend und in dem Recht der persönlichen Ehre.“

Wie bei den meisten anderen Grundrechten ist auch hier ausdrücklich die Möglichkeit vorgesehen, das Grundrecht durch ein Gesetz zu beschränken. Innerhalb der drei in Art. 5 GG genannten Schranken ist meist nur ein Rückgriff auf die „allgemeinen Gesetze“ nötig, da die übrigen Schranken nach der Rechtsprechung des Bundesverfassungsgerichts rechtssystematisch keine herausragenden Besonderheiten aufweisen.
Im Gegensatz zu den meisten anderen Grundrechten erfordert die Beschränkung der Meinungsfreiheit aber hier mehr, denn „allgemeines“ Gesetz stellt höhere Anforderungen an den Gesetzgeber als nur „Gesetz“. Das Bundesverfassungsgericht hatte deshalb zu klären, was unter dem Begriff „allgemeines Gesetz“ zu verstehen sei, und beschrieb ein solches Gesetz so, dass es nicht eine bestimmte Meinung als solche im Auge haben dürfe (so die Sonderrechtslehre), sondern zum einen dem Schutz überragender Rechtsgüter dienen müsse und zum anderen eine Meinung allenfalls zufällig treffen dürfe – also nicht gezielt und individuell, sondern nur indirekt. Damit bleibt im Einzelfall allerdings immer noch offen, wann ein Gesetz tatsächlich als allgemeines Gesetz gelten kann, oder ob es schon ein „spezielles“ ist.
Im Rahmen der sogenannten „Wechselwirkungslehre“ hat das Bundesverfassungsgericht das Problem des Umgangs mit den allgemeinen Gesetzen vor dem Grundrecht noch komplizierter gefasst, indem es im sogenannten Lüth-Urteil festlegte: Die allgemeinen Gesetze müssen in ihrer das Grundrecht beschränkenden Wirkung ihrerseits im Lichte der Bedeutung dieses Grundrechts gesehen und so interpretiert werden, dass der besondere Wertgehalt dieses Rechts, der in der freiheitlichen Demokratie zu einer grundsätzlichen Vermutung für die Freiheit der Rede in allen Bereichen, namentlich aber im öffentlichen Leben, führen muss, auf jeden Fall gewahrt bleibt. Gemeint ist damit, dass Gesetze, welche die Meinungsfreiheit einschränken, ihrerseits an der Bedeutung der Meinungsfreiheit gemessen werden sollen. Dem Bundesverfassungsgericht ist darauf in der rechtswissenschaftlichen Literatur unter anderem vorgehalten worden, mit dieser Wechselwirkungslehre einen Zirkelschluss zu führen und indirekt die Bewertung von Meinungen zu fördern, was gerade nicht Sinn von Art. 5 GG sei, weil der Schutzbereich der Freiheit von Meinung dem entgegenstünde.
Problematisch ist aber der Fall der Volksverhetzung gemäß § 130 Abs. 4 StGB. Danach wird mit Freiheitsstrafe bedroht, wenn jemand „öffentlich oder in einer Versammlung den öffentlichen Frieden in einer die Würde der Opfer verletzenden Weise dadurch stört, dass er die nationalsozialistische Gewalt- und Willkürherrschaft billigt, verherrlicht oder rechtfertigt.“ Das Bundesverfassungsgericht hat in seiner Wunsiedel-Entscheidung festgestellt, dass dieses Strafgesetz, auch wenn es kein allgemeines Gesetz sei, mit Art. 5 Abs. 1 und 2 GG vereinbar sei. Es hat sich dabei auf den Standpunkt gestellt, dass hier eine Ausnahme vom Verbot des Sonderrechts für meinungsbezogene Gesetze grundrechtsimmanent sei. Das Grundgesetz sei ein Gegenentwurf zu der nationalsozialistischen Unrechtsherrschaft. 
Neben der besonderen Schranke des Art. 5 Abs. 2 GG ist das Grundrecht der Meinungsfreiheit auch durch grundsrechtsimmanente Schranken einschränkbar. Dies umfasst sämtliche Einschränkungen, die zum Schutze von Verfassungsgütern, insbesondere anderen Grundrechten, dienen. Nach den Grundsätzen des Berufsbeamtentums gilt für den öffentlichen Dienst die Pflicht zur Mäßigung und Zurückhaltung, damit das Vertrauen in eine unparteiische und gemeinwohlorientierte Amtsführung nicht untergraben wird. Provozierende außerdienstliche Meinungsäußerungen stellen eine Dienstpflichtverletzung dar.

##### Faktisch
Inwieweit in der Realität Beschränkungen der Meinungs- und Redefreiheit, etwa durch die Diskursmacht meinungsbildender Gruppen, auftreten, ist Gegenstand von Diskussionen. In diesem Zusammenhang ist als Beispiel die Rücksicht auf Political Correctness zu nennen. Jedoch ist bloßer „[s]ozialer Konformitätsdruck durch implizite und volatile Konsense unterschiedlicher Gruppen“ letztlich „gerade ein Symptom von Meinungsfreiheit“, nämlich ein Symptom des „‚Kampf[es] der Meinungen‘ (BVerfGE 7, 198 [208])“, so der Germanist und Politikwissenschaftler Nils Dorenbeck, denn „[z]u einem Kampf gehört, dass man dabei unter Druck gerät. Daraus eine Grundrechtsgefährdung zu konstruieren, […] artikuliert vor allem eine Angst vor Dissens und eine Sehnsucht nach prädiskursiver Einmütigkeit.“ Diese sei „faschistoid zu nennen“. Neben dem verfassungsrechtlichen Begriff der Meinungsfreiheit, so Dorenbeck, habe sich alltagssprachlich eine „totalitäre Umdeutung“ desselben etabliert. Ihr liege „ein Begriff zugrunde, der Meinungsfreiheit als das Freibleiben der eigenen Meinungsäußerung vom Widerspruch durch andere definiert“. Diese Umkehrung führe in eine „Antinomie“, in der das Recht auf Meinungsfreiheit „nur dann gilt, wenn es nicht gilt“. Wer diese Umkehrung „in programmatischer Absicht“ vornehme, wende sich damit letztlich „gegen die freiheitlich-demokratische Grundordnung“.

##### Untersuchungen zum Stand der Meinungsfreiheit
In der Wahrnehmung einiger Schriftsteller in Deutschland ist die Meinungsfreiheit bedroht. 526 Schriftsteller beteiligten sich an einer Studie, die Ende 2018 durch das PEN-Zentrum Deutschland und das Institut für Medienforschung der Universität Rostock durchgeführt wurde. Drei Viertel der Teilnehmer sorgen sich um die freie Meinungsäußerung in Deutschland. Sie verweisen auf eine Zunahme von Bedrohungen, Einschüchterungsversuchen und hasserfüllten Reaktionen. 50 % haben Übergriffe auf die eigene Person erlitten, 2 % körperliche Angriffe. Insbesondere feministische Medien sind das Ziel dieser vor allem über Facebook, persönliche E-Mails und Kommentarfunktionen von Online-Artikeln erfolgenden Angriffe. Als Quellen und Ursachen dafür werden vor allem populistische und Rechtsparteien und Abneigung gegenüber dem Geschlecht oder der sexuellen Orientierung genannt.
Die Kölner Rechtswissenschaftlerin Frauke Rostalski merkte 2025 an, dass die Meinungsfreiheit in den letzten Jahren und im Koalitionsvertrag immer mehr zugunsten von Regelungen und Einrichtung von Medienaufsichten gegen „Fake News, Hass und Hetze“, „Diskriminierungen“, „Politikerbeleidigungen“ u. a. eingeschränkt werde oder werden solle. Es entstehe der Eindruck, dass kritische Stimmen mit strafrechtlichen Mitteln zum Schweigen gebracht werden sollen – und zwar durch genau jene, die sich durch diese Kritik hinterfragt sehen. Die freiheitliche Demokratie sei aber auf den offenen Diskurs als ihr Herzstück angewiesen.

#### Versammlungsfreiheit
Der Menschenrechtskommissar des Europarats, Michael O’Flaherty, warnte im Juni 2025 vor Eingriffen in die Meinungs- und Versammlungsfreiheit in Deutschland und kritisierte in einem Brief an den Bundesinnenminister das Vorgehen der Behörden, das die Freiheit der friedlichen Versammlung von Personen einschränke, die im Zusammenhang mit dem Konflikt im Gazastreifen protestieren.

#### Entscheidungen des Bundesverfassungsgerichts zur Meinungsfreiheit
- Lüth-Urteil[28]
- Schmid-Spiegel-Urteil[29]
- Blinkfüer-Entscheidung[30]
- Mephisto-Entscheidung[31]
- Zensur-Urteil[32]
- Lebach-Urteil[33]
- Deutschland-Stiftung-Urteil[34]
- Solidaritätsadresse-Urteil[35]
- Böll-Urteil[36]
- Kredithaie-Urteil[37]
- Springer-Wallraff-Urteil[38]
- Bayer-Aktionäre-Urteil[39]
- Titanic-geb.-Mörder-Urteil[40]
- Holocaustleugnungs-Urteil[41]
- Soldaten-sind-Mörder-Urteil[42]
- Caroline-von-Monaco-Urteil II[43]
- Benetton-Entscheidungen[44]
- Esra[45]
- Wunsiedel-Entscheidung[46]

Bernd von Heintschel-Heinegg schrieb 2016 hierzu zusammenfassend: „Das BVerfG entscheidet im Zweifel für die Meinungsfreiheit, auch wenn darunter der Ehrenschutz leidet. Seit vielen Jahren ist für die Karlsruher Richter die Meinungsfreiheit unmittelbarster Ausdruck der menschlichen Persönlichkeit in der Gesellschaft, eines der vornehmsten Menschenrechte überhaupt. Für eine freiheitlich-demokratische Staatsordnung sei die Meinungsfreiheit schlechthin konstituierend. – Vor diesem Hintergrund ist die verfassungsgerichtliche Rechtsprechung zu sehen, auch wenn sie auf den ersten Blick manchmal unverständlich erscheinen mag.“

### Rechtslage in Österreich

#### Abstrakte Normen
In Österreich ist die Meinungsfreiheit durch Art. 13 StGG und Art. 10 EMRK geschützt. Art. 10 EMRK gewährt hierbei einen größeren Rechtsschutz. Danach kann sich jedermann auf jede Art frei äußern und Äußerungen anderer empfangen. Nur unter bestimmten Voraussetzungen kann dieses Grundrecht eingeschränkt werden.
Dazu ein Beispiel aus dem Strafgesetzbuch:
Verhetzung
§ 283 StGB idF BGBl. I Nr. 103/2011
(1) Wer öffentlich auf eine Weise, die geeignet ist, die öffentliche Ordnung zu gefährden, oder wer für eine breite Öffentlichkeit wahrnehmbar zu Gewalt gegen eine Kirche oder Religionsgesellschaft oder eine andere nach den Kriterien der Rasse, der Hautfarbe, der Sprache, der Religion oder Weltanschauung, der Staatsangehörigkeit, der Abstammung oder nationalen oder ethnischen Herkunft, des Geschlechts, einer Behinderung, des Alters oder der sexuellen Ausrichtung definierte Gruppe von Personen oder gegen ein Mitglied einer solchen Gruppe ausdrücklich wegen dessen Zugehörigkeit zu dieser Gruppe auffordert oder aufreizt, ist mit Freiheitsstrafe bis zu zwei Jahren zu bestrafen.
(2) Ebenso ist zu bestrafen, wer für eine breite Öffentlichkeit wahrnehmbar gegen eine in Abs. 1 bezeichnete Gruppe hetzt oder sie in einer die Menschenwürde verletzenden Weise beschimpft und dadurch verächtlich zu machen sucht.

#### Gerichtsentscheidungen
In der Grundsatzentscheidung G155/10 vom 30. Juni 2012 hat der Verfassungsgerichtshof (VfGH) festgestellt, dass auch das stille (passive) Betteln „jedenfalls als Äußerung einer Tatsache, nämlich bedürftig und damit auf ein Almosen angewiesen zu sein, gewertet werde“. Die Meinungsfreiheit gelte für alle Ausdrucksmittel; es unterliegen ihr auch die meist körpersprachlich artikulierte Äußerung eines Bettlers bzw. einer Bettlerin. Meinungsfreiheit schützt auch die Kommunikation mit anderen, wie es auch im Falle des passiven Bettelns gegeben sei.
Auch kommerzielle Werbung fällt gemäß der Rechtsprechung des VfGH unter den Begriff der Meinungsfreiheit.

### Rechtslage in der Schweiz
Hier gewährleistet Artikel 16 der Bundesverfassung die Meinungs- und Informationsfreiheit.
Die Meinungsfreiheit gilt nicht unbegrenzt. Einschränkungen sind zulässig, sofern sie auf einer genügenden gesetzlichen Grundlage beruhen, im öffentlichen Interesse liegen bzw. durch den Schutz von Grundrechten Dritter gerechtfertigt sind, den Grundsatz der Verhältnismäßigkeit wahren und den Kerngehalt nicht antasten (Art. 36 BV).

### Rechtslage auf europäischer Ebene

#### Abstrakte Normen
Für die Mitgliedstaaten des Europarats schafft Art. 10 der Europäischen Menschenrechtskonvention einen Mindeststandard für die Meinungsfreiheit. Innerhalb der Europäischen Union ist die Meinungs- und Informationsfreiheit in Artikel 11 der mit dem Vertrag von Lissabon in Kraft getretenen Charta der Grundrechte niedergelegt.
Artikel 11 der Charta der Grundrechte der Europäischen Union: „Freiheit der Meinungsäußerung und Informationsfreiheit. Jede Person hat das Recht auf freie Meinungsäußerung. Dieses Recht schließt die Meinungsfreiheit und die Freiheit ein, Informationen und Ideen ohne behördliche Eingriffe und ohne Rücksicht auf Staatsgrenzen zu empfangen und weiterzugeben.“ Die Meinungsfreiheit umfasst nach dieser Definition auch die freie Verbreitung, Annahme und Weiterverbreitung von jeglichen Informationen, und nicht nur die Freiheit auf eine Meinung zu etwas.

#### Entscheidungen des EGMR zur Meinungsfreiheit
In einem Prozess um Whistleblowing im Fall einer Altenpflegerin, die auf Missstände in der Pflege hingewiesen hatte, beurteilte der Europäische Gerichtshof für Menschenrechte (EGMR) vorangehende Urteile der deutschen Gerichte als Verstoß gegen Artikel 10 der Europäischen Menschenrechtskonvention. Es habe keine faire Abwägung zwischen dem Ruf und den Rechten des Arbeitgebers und dem Recht der Beschäftigten auf Meinungsfreiheit stattgefunden.
Das Recht auf freie Meinungsäußerung umfasst nach Rechtsansicht des EGMR nicht nur harmlose Äußerungen, sondern auch drastisch-plakativ dargestellte Meinungsäußerungen. Im Urteil vom 16. Januar 2018 (Beschwerdenr. 40975/08) stellte der Gerichtshof fest, dass nicht nur der Sinngehalt der Meinungsäußerung, sondern auch die Art der Ausdrucksweise von Artikel 10 EMRK erfasst werde. Dem Fall liegt die Äußerung eines slowenischen Strafverteidigers zu Grunde, der dem gerichtlich bestellten Sachverständigen narzisstische Züge sowie eine an Quacksalberei grenzende Handschriftanalyse vorgeworfen hat. Der Strafverteidiger wurde nach nationalem Verfahrensrecht bestraft, wobei auch der slowenische Verfassungsgerichtshof die anschließende Festsetzung eines Ordnungsgeldes gegen den Verteidiger aufrechterhalten hatte. Das slowenische Gericht war der Auffassung, dass die Verunglimpfung der Sachverständigen mit einer Missachtung des Gerichts gleichzusetzen sei, da schließlich das Gericht die Sachverständigen bestellt habe. Der Strafverteidiger brachte Beschwerde vor dem EGMR gegen diese Entscheidung ein. Der EGMR befand, dass die Äußerungen zum einen im Zusammenhang mit der Strafverteidigung im konkreten Fall und, dass sie ohne weitere Erklärung aus dem Kontext gerissen seien und nicht jeglicher Grundlage entbehrten. In der Entscheidung des EGMR vom 27. Januar 2015 (Beschwerdenr. 66232/10) hatte dieser noch festgestellt, dass das Recht auf freie Meinungsäußerung nicht grenzenlos sei, mit der nunmehrigen Entscheidung wird nun das Recht der effektiven Verteidigung gestärkt.

### Rechtslage in den USA
In den USA gehört die Redefreiheit (englisch freedom of speech) als 1. Zusatz zur Verfassung der Vereinigten Staaten von Amerika zu der Bill of Rights der Verfassung der Vereinigten Staaten. Dieses Recht wird dort traditionell sehr weit ausgelegt und schützt teilweise auch Äußerungen, die in anderen Ländern als Volksverhetzung, Angriff auf die Verfassung oder Anstiftung zu Straftaten gelten würden. Im Gegensatz zur Meinungsfreiheit schützt die Redefreiheit auch unwahre Tatsachenbehauptungen.

“Congress shall make no law respecting an establishment of religion, or prohibiting the free exercise thereof; or abridging the freedom of speech, or of the press; or the right of the people peaceably to assemble, and to petition the Government for a redress of grievances.”

„Der Kongress soll kein Gesetz erlassen, das die Einführung einer Staatsreligion zum Gegenstand hat, die freie Religionsausübung verbietet, die Rede- oder Pressefreiheit oder das Recht des Volkes einschränkt, sich friedlich zu versammeln und die Regierung durch Petition um Abstellung von Missständen zu ersuchen.“

## Internationale Regelungen

### Vereinte Nationen
Auf der Ebene der Vereinten Nationen ist die Meinungsfreiheit in Artikel 19 der Allgemeinen Erklärung der Menschenrechte gewährleistet:

„Jeder hat das Recht auf Meinungsfreiheit und freie Meinungsäußerung; dieses Recht schließt die Freiheit ein, Meinungen ungehindert anzuhängen sowie über Medien jeder Art und ohne Rücksicht auf Grenzen Informationen und Gedankengut zu suchen, zu empfangen und zu verbreiten.“

### Meinungs- und Redefreiheit im Internet
David Kaye, UN-Sonderbeauftragter für Meinungsfreiheit, nennt in seinem Jahresbericht 2015 Verschlüsselung und Anonymität als Voraussetzung für die Ausübung des Rechts auf freie Meinungsäußerung in digitalen Medien. Solche Sicherheitsmaßnahmen könnten essentiell dafür sein, dass andere Rechte überhaupt ausgeübt werden können.
Der Historiker und Autor Timothy Garton Ash nennt in seinem 2016 auf Deutsch erschienenen Buch Redefreiheit. Prinzipien für eine vernetzte Welt zehn Prinzipien für die Redefreiheit in der digitalen Welt. Sie sind aus dem von der Universität Oxford, Sitz des Lehrstuhls Garton Ashs, betriebenen Internetplattform-Projekt freespeechdebate.com (dt. sinngemäß Freie Rede-Debatte) entwickelt, auf dem alle Recherchen zum Thema in dreizehn Sprachen dokumentiert und zur Diskussion gestellt werden:
1. Alle Menschen müssen in der Lage und befähigt sein, frei ihre Meinung zu äußern und ohne Rücksicht auf Grenzen, Informationen und Ideen zu suchen, zu empfangen und mitzuteilen.
2. Weder drohen wir mit Gewalt noch akzeptieren wir gewaltsame Einschüchterung.
3. Wir nutzen jede Chance, Wissen zu verbreiten und tolerieren hierbei keine Tabus.
4. Wir benötigen unzensierte, vielfältige und vertrauenswürdige Medien, um gut informiert Entscheidungen zu treffen und vollständig am öffentlichen Leben teilzuhaben.
5. Wir sprechen offen und mit robuster Zivilität über alle Arten von Unterschieden zwischen Menschen.
6. Wir respektieren alle Gläubigen, aber nicht unbedingt alle Glaubensinhalte.
7. Wir sollten unsere Privatsphäre schützen und Rufschädigungen entgegentreten können. Jedoch sollten wir auch Einschränkungen der Privatsphäre akzeptieren, sofern dies im öffentlichen Interesse ist.
8. Wir müssen ermächtigt werden, Einschränkungen der Informationsfreiheit zu hinterfragen, die etwa mit dem Schutz der nationalen Sicherheit begründet werden.
9. Wir verteidigen das Internet und andere Kommunikationsmittel gegen illegitime Eingriffe durch öffentliche und private Mächte.
10. Wir treffen unsere eigenen Entscheidungen und tragen dafür die Konsequenzen.

Im Fall von sozialen Medien wie Twitter und Facebook wird die Frage gestellt, wie weit die Betreiber solcher Angebote ein „Hausrecht“ ausüben und unliebsame Äußerungen unterbinden dürfen oder auf rechtlicher Grundlage müssen. Im Fall Packingham v. North Carolina erkannte der U.S. Supreme Court allgemein zugängliche soziale Medien als einen öffentlichen Raum, und der Zugang dazu dürfe durch Gesetze nicht eingeschränkt werden. Es bleibt abzuwarten, inwiefern dieses Urteil auch die Betreiber von Online-Angeboten verpflichtet.